# Sam Sunderland
Sam Sunderland (Southampton, Inglaterra; 15 de abril de 1989) es un piloto británico de motocross y rally raid, actualmente en el equipo Gas Gas. Su logro más destacado es la victoria en el Rally Dakar de 2017 y 2022.

## Carrera deportiva
Empezó a deslumbrar en 2011, cuando se llevó dos etapas del Abu Dhabi Desert Challenge y otros tres en el Australasian Safari.
Sam hizo su debut en el Rally Dakar de 2012, cuando tenía sólo 22 años de edad. Después de haber reclamado un impresionante séptimo puesto final en el escenario de uno de los eventos, el británico se vio obligado a retirarse del evento en el tercer día debido a un problema eléctrico. A pesar de la gran decepción de tener que retirarse, Sunderland había mostrado un ritmo impresionante en su primer Dakar y estaba solo a tres minutos de la de los líderes cuando tuvo que retirarse. Ese mismo año acabó 13.º en la general del Rally de Cerdeña de 2012, (2.º en su clase).
Cuando iba a participar en el Rally Dakar de 2013, sufrió un duro revés, cuando se fracturó ambas muñecas durante el entrenamiento para el Rally. Una gran decepción para el talentoso de 24 años de edad, quien se había unido al equipo Honda. A pesar de eso, ese año ganó su primer Rally, el Rally de Merzouga por delante de dos pilotos confirmados, como su compañero de equipo Hélder Rodrigues y Olivier Pain.
Participó tras dos años en el Rally Dakar de 2014, donde sorprendió a muchos al llevarse la segunda etapa entre las localidades de San Luis y San Rafael, poniéndose 3.º en la general, pero dos días después tuvo que retirarse por problemas en su moto. Otros resultados destacados durante el resto de la temporada, fueron el 6.º en el Rally dos Sertoes y el segundo tras Marc Coma en el Rally de Marruecos.
De cara al Rally Dakar 2015 cambia la Honda por la KTM. Comienza la prueba ganando la primera etapa (Buenos Aires-Villa Carlos Paz) y siendo el primer líder de la general. Sin embargo, en la segunda etapa cuando abría pista se perdió, perdiendo más de tres horas y todas sus opciones al podio. Como al año anterior, en la cuarta etapa tuvo problemas derivados de una caída, y tuvo que abandonar, siendo su tercer abandono en sus tres participaciones en un Dakar.
Sam ganó el rally de Marruecos en 2015 y ganó el rally de Catar en 2016.
En 2017, Sunderland logró su primera, y de momento única, victoria en la categoría motos del Rally Dakar. Ganó la quinta etapa del rally, y desde allí nunca abandonó el primer puesto de la general. Ganó con media hora de ventaja sobre sus compañeros Matthias Walkner y Gerard Farrés. Al año siguiente, abandonó tras un accidente en la cuarta etapa. Había ganados las etapas 1 y 3 y era el líder de la general.
En 2019, Sunderland ganó dos etapas y finalizó tercero en la clasificación general, mientras que al año siguiente, abandonó en la novena etapa tras un accidente que le fracturó vértebras.
La edición 2021 del Rally Dakar fue la última para Sunderland con KTM. Finalizó tercero habiendo logrado una victoria en etapas.
Para 2022, fue contratado por Gas Gas. Logró su segunda victoria en el Rally Dakar con una ventaja de tres minutos y medio sobre el segundo, Pablo Quintanilla. En la siguiente edición, abandonó en la primera etapa tras un accidente.

## Resultados

### Rally Dakar
| Año                           | Categoría                   | Vehículo                    | Piloto                      | Posición                    | Victorias de etapa          |
| Participaciones como piloto   | Participaciones como piloto | Participaciones como piloto | Participaciones como piloto | Participaciones como piloto | Participaciones como piloto |
| ----------------------------- | --------------------------- | --------------------------- | --------------------------- | --------------------------- | --------------------------- |
| 2012                          | Motos                       | Honda                       | Sin copiloto                | Ret.                        | -                           |
| 2014                          | Motos                       | Honda                       | Sin copiloto                | Ret.                        | 1                           |
| 2015                          | Motos                       | KTM                         | Sin copiloto                | Ret.                        | 1                           |
| 2017                          | Motos                       | KTM                         | Sin copiloto                | 1.º                         | 1                           |
| 2018                          | Motos                       | KTM                         | Sin copiloto                | Ret.                        | 2                           |
| 2019                          | Motos                       | KTM                         | Sin copiloto                | 3.º                         | 2                           |
| 2020                          | Motos                       | KTM                         | Sin copiloto                | Ret.                        | -                           |
| 2021                          | Motos                       | KTM                         | Sin copiloto                | 3.º                         | 1                           |
| 2022                          | Motos                       | Gas Gas                     | Sin copiloto                | 1.º                         | 1                           |
| 2023                          | Motos                       | Gas Gas                     | Sin copiloto                | Ret.                        | -                           |
| 2024                          | Motos                       | Gas Gas                     | Sin copiloto                | Ret.                        | -                           |
| Participaciones como copiloto |                             |                             |                             |                             |                             |
| 2025                          | Coches                      | Toyota                      | Toby Price                  | Ret.                        | -                           |
| Fuente:                       |                             |                             |                             |                             |                             |

### Mundial de Rally Cross-Country de la FIM
| Año     | Categoría | Vehículo | Posición | Puntaje | Victorias                    |
| ------- | --------- | -------- | -------- | ------- | ---------------------------- |
| 2014    | Motos     | KTM      | 7.º      | 37      | -                            |
| 2015    | Motos     | KTM      | 2.º      | 83      | 1 (Marruecos)                |
| 2016    | Motos     | KTM      | 2.º      | 89      | 1 (Catar)                    |
| 2017    | Motos     | KTM      | 5.º      | 84      | 2 (Abu Dhabi Y Catar)        |
| 2018    | Motos     | KTM      | 8.º      | 38      | -                            |
| 2019    | Motos     | KTM      | 1.º      | 110     | 2 (Abu Dhabi y Ruta de Seda) |
| 2021    | Motos     | KTM      | Ret.     | 0       | -                            |
| 2022    | Motos     | Gas Gas  | 1.º      | 110     | 2 (Dakar y Abu Dhabi)        |
| Fuente: |           |          |          |         |                              |